# Орфей (жилищен комплекс)
Вижте пояснителната страница за други значения на Орфей.
„Орфей“ е жилищен комплекс, разположен в северната част на град Хасково.
Жилищното строителство в комплекса е представено предимно от панелни блокове. На територията на ж.к. „Орфей“ се намира Пощенски клон 4.
Училища, разположени в жилищния комплекс:
- ОУ „Шандор Петьофи“;
- 15 ОДЗ „Слънце“.

Кварталът се обслужва от тролейбусни линии 108 и 308 на масовия градски транспорт.